# Бонни Ли
Бонни Ли (англ. Bonnie Lee, урождённая Джесси Ли Фриллс (англ. Jessie Lee Frealls), также известная под псевдонимами Бонни Ли Маррей и Бонни «Бомбшелл» Лейн и под прозвищем «Сердце блюза» (англ. Sweetheart of the Blues); 11 июня 1931, Банки, Луизиана, США  — 7 сентября 2006, Чикаго, Иллинойс, США) — американская блюзовая певица, автор песен.  Номинант Blues Music Awards в номинациях «Исполнительница традиционного блюза» (1996, 1997, 1999), «Альбом-возвращение» (1996) .

## Биография
Джесси Ли Фриллс родилась в Луизиане в 1931 году, но выросла в Бомонте, Техас. Научилась играть на пианино в детстве, пела в церковном хоре. Госпел-певица Лиллиан Глинн, будучи впечатлена голосом подростка, приглашала её на гастроли, но Джесси не отпустила мать. Но позже певица, всё ещё в подростковом возрасте, гастролировала с Famous Georgia Minstrels, деля сцену в том числе с Кларенсом «Гейтмутом» Брауном и Биг Мамой Торнтон
В 1958 году она переехала в Чикаго и выбрала сценический псевдоним Бонни Ли, работая как танцовщица и певица. Два года спустя она подписала контракт на запись с Ebony Records. Владелец настоял на том, чтобы на ее первом сингле «Sad and Evil Woman» она была указана как Бонни «Бомба» Лейн, но ей не нравилось это имя. Сингл не имел успеха и она вернулась в чикагские джазовые и блюзовые ночные клубы. Позже она вышла замуж, и стала представляться как Бонни Ли Маррей, используя фамилию своего мужа в то время.
В 1967 году Ли впервые появилась на афише с пианистом Саннилендом Слимом, и их дуэт имел постоянный контракт в нескольких чикагских клубах. В конце 1970-х годов она записала ещё несколько синглов, выпущенных AIrway Records. В то время она начала работу и в дальнейшем состояла в долгом профессиональном партнерстве с бас-гитаристом Вилли Кентом. При его поддержке она на долгие годы стала постоянным исполнителем в Blues, известном чикагском блюзовом клубе. Там она спела свои самые известные номера «I'm Good» и «Need Your Love So Bad»
В 1982 году, выступая с Зорой Янг и Биг Тайм Сарой в составе Blues With the Girls, она гастролировала по Европе, и они записали совместный альбом в Париже. В 1991 году она выпустила свой дебютный сольный альбом I'm Good. В 1992 году Ли приняла участие в записи альбома Мэджика Слима Magic Slim 44 Blues. Второй и самый известный альбом певицы Sweetheart of the Blues был записан с участием таких музыкантов в частности, как Вилли Кент, Джонни Би Мур и Билли Бранч, выпущен компанией Delmark Records в 1995 году и принёс ей в 1996 году две номинации на Blues Music Awards. Три года спустя был выпущен сборник певицы I'm Good: Chicago Blues Session Vol.7
Бонни Ли вторую половину жизни преследовали проблемы со здоровьем и она умерла в Чикаго 7 сентября 2006 года в возрасте 75 лет.
«С карьерой, которая длится более пятидесяти лет, Ли перемешивает смесь джазовой изысканности, глубоко укоренившегося блюзового чувства и южного очарования, и создаёт стиль, который полностью принадлежит ей» 

## Дискография
- Blues With The Girls (Paris Album, 1982) с Зорой Янг и Биг Тайм Сарой
- I'm Good (Wolf Records, 1991)
- Sweetheart Of The Blues (Delmark Records, 1995)